# Nutfield
Nutfield – wieś i civil parish w Anglii, w Surrey, w dystrykcie Tandridge. W 2011 roku civil parish liczyła 2673 mieszkańców. Nutfield jest wspomniana w Domesday Book (1086) jako Notfelle.